# Список кораблей Королевских военно-морских сил Югославии

Морской флаг Королевства Югославия

Список кораблей Военно-морских сил Королевства сербов, хорватов и словенцев (с 1929 года — Королевских военно-морских сил Югославии) включает в себя все корабли, которые несли службу в составе флота с 1920 по 1945 годы. В этот список входят все корабли основных типов (от лёгкого крейсера до торпедного катера), мониторы Речной флотилии Королевства Югославии, крупные вспомогательные корабли типа плавучих баз подводных лодок и танкеров. В списке отсутствуют малые вспомогательные корабли, буксиры и баржи.
Флот Королевства сербов, хорватов и словенцев формально был создан де-юре в 1920 году. Его основу составили корабли, которые ранее были в составе ВМС Австро-Венгрии и были переданы КСХС по решению Парижской мирной конференции. Впрочем, перед самой конференцией югославы выдвигали куда более обширные требования, оставшиеся в итоге без ответа. Все суда к марту 1921 года, за исключением 12 миноносцев, уже морально устарели к тому времени. Глубокая модернизация флота началась только в 1930-е годы, когда в состав флота КВМС Югославии были включены корабли, построенные на британских, французских и немецких судостроительных заводах. Почти весь флот был захвачен войсками стран оси во время вторжения в Югославию в апреле 1941 года, и лишь считанные корабли сумели уйти к британцам и создать югославский «флот в изгнании». Несколько кораблей, захваченных итальянцами, в сентябре 1943 года после капитуляции были переданы «флоту в изгнании» вместе с одним британским корветом и группой американских торпедных катеров. По окончании войны все эти корабли составили основу флота коммунистической Югославии.

## Корабль береговой обороны

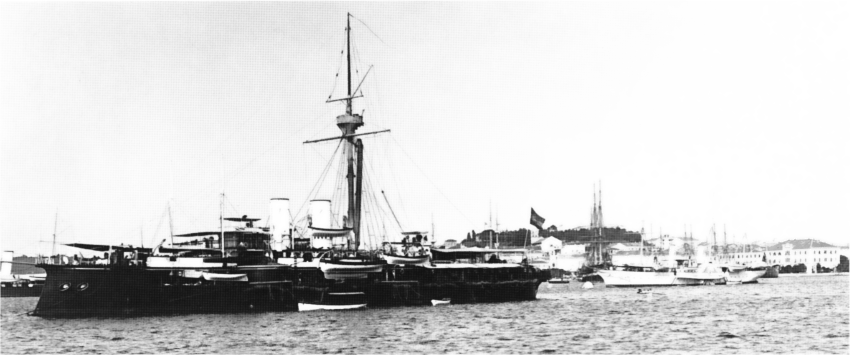
Броненосец «Кронпринц Эрцгерцог Рудольф», служивший в ВМС Югославии под именем «Кумбор»

Австро-венгерский барбетный броненосец SMS Kronprinz Erzherzog Rudolf был построен в 1889 году, позднее был классифицирован в броненосец береговой обороны. В 1921 году его приняли в состав ВМС Королевства сербов, хорватов и словенцев под именем «Кумбор», но к тому времени он был признан устаревшим, и через год его пустили на слом.
| Наименование | Страна-производитель | Вооружение        | Водоизмещение, англ. т | Максимальная скорость, узлов | Начало службы | Дальнейшая судьба         |
| ------------ | -------------------- | ----------------- | ---------------------- | ---------------------------- | ------------- | ------------------------- |
| Kumbor       | Австро-Венгрия       | 3 × 305-мм орудия | 6721                   | 15,5                         | Март 1921     | Пущен на слом в 1922 году |

## Лёгкий крейсер

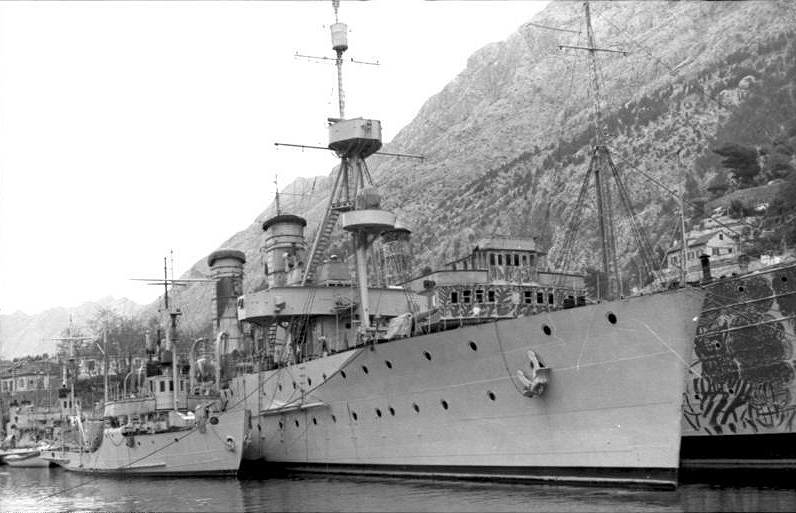
Захваченный итальянцами крейсер «Далмация»

Бронепалубный крейсер типа «Газелле» «Ниобе» был принят в состав Кайзерлихмарине в 1900 году, в 1925 году его передали югославскому флоту и переименовали в «Далмацию». К 1941 году этот крейсер устарел и использовался как учебное судно для подготовки артиллеристов. В апреле 1941 года он был захвачен итальянцами и продолжил службу в итальянском флоте под именем «Каттаро». После капитуляции Италии в сентябре 1943 года его захватили немцы и вернули в состав кригсмарине под прежним именем «Ниобе». В дальнейшем на крейсере службу нёс смешанный хорватско-немецкий экипаж. В декабре 1943 года крейсер, служивший в ВМС НГХ под именем «Зням», был торпедирован британцами и затонул.
| Наименование | Страна-производитель | Вооружение              | Водоизмещение, англ. т | Максимальная скорость, узлов | Начало службы | Дальнейшая судьба                                                     |
| ------------ | -------------------- | ----------------------- | ---------------------- | ---------------------------- | ------------- | --------------------------------------------------------------------- |
| Dalmacija    | Германская империя   | 10 × 105-мм орудий L/40 | 2916                   | 21,5                         | 26 июня 1925  | Уничтожен торпедными катерами КВМС Великобритании в декабре 1943 года |

## Эсминцы

### «Дубровник»
«Дубровник» — лидер эскадренных миноносцев ВМС Югославии, построенный в 1930—1931 годах на британской верфи. В апреле 1941 года его захватили итальянцы и переименовали в «Премуда»: для них это был крупнейший и важнейший военный трофей. После капитуляции Италии эсминец достался немцам и был переименован в «TA32». Ближе к концу войны его затопили во избежание захвата британцами.

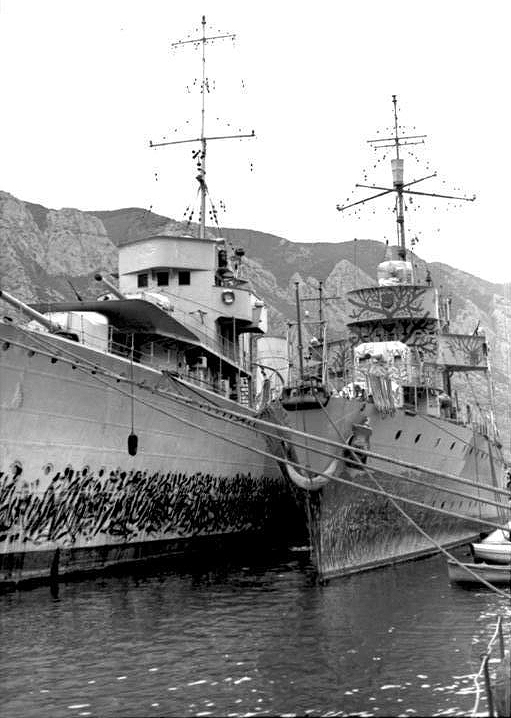
Эсминцы «Дубровник» (слева) и «Белград» (справа) в Которском заливе после захвата итальянцами

| Наименование | Страна-производитель | Вооружение              | Водоизмещение, англ. т | Максимальная скорость, узлов | Начало службы   | Дальнейшая судьба                             |
| ------------ | -------------------- | ----------------------- | ---------------------- | ---------------------------- | --------------- | --------------------------------------------- |
| Dubrovnik    | Великобритания       | 4 × 140-мм орудия Škoda | 1880                   | 37                           | 11 октября 1931 | Как TA32 затоплен в Генуе 24 апреля 1945 года |

### Тип «Београд»
Три эскадренных миноносца типа «Београд» были построены во Франции в 1937—1938 годах. «Загреб» был взорван югославскими моряками 17 апреля 1941 года во избежание захвата итальянцами, но те сумели захватить два других корабля — «Београд» и «Любляну» — и включили их в свой флот, переименовав соответственно в «Себенико» и «Любьяна». В апреле 1943 года «Любьяна» была потоплена британской авиацией, а «Себенико» продолжил службу в кригсмарине под именем «TA43», пока не был затоплен в самом конце войны в Триесте.
| Наименование | Страна-производитель  | Вооружение              | Водоизмещение, англ. т | Максимальная скорость, узлов | Начало службы   | Дальнейшая судьба                                                   |
| ------------ | --------------------- | ----------------------- | ---------------------- | ---------------------------- | --------------- | ------------------------------------------------------------------- |
| Beograd      | Франция               | 4 × 120-мм орудия Škoda | 1190                   | 38                           | 23 декабря 1937 | Как TA43 затоплен в Триесте в ночь с 30 апреля на 1 мая 1945 года   |
| Ljubljana    | Королевство Югославия | 4 × 120-мм орудия Škoda | 1190                   | 38                           | 28 июня 1938    | Потоплен 1 апреля 1943 года у тунисских берегов британской авиацией |
| Zagreb       | Королевство Югославия | 4 × 120-мм орудия Škoda | 1190                   | 38                           | 30 марта 1938   | Взорван 17 апреля 1941 года в Которском заливе                      |

## Корвет

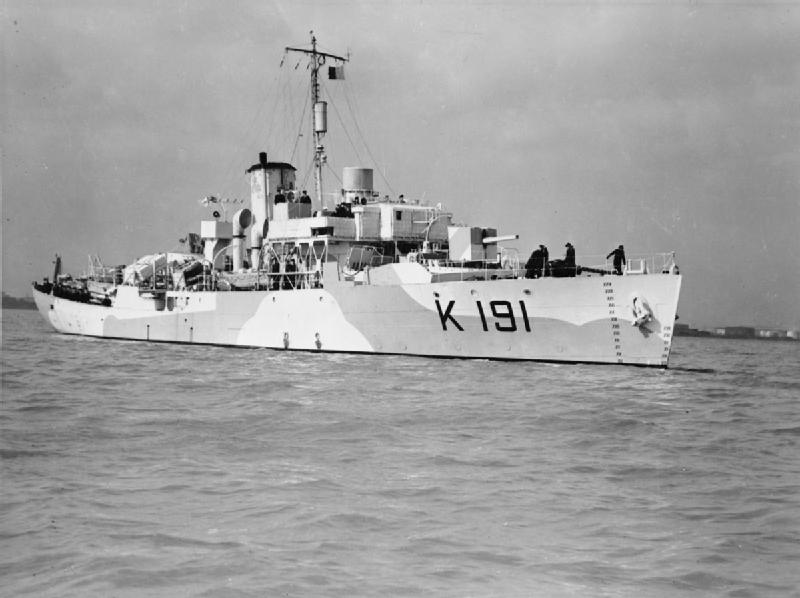
Корвет «Мэйфлауэр» типа «Флауэр» военно-морских сил Канады, однотипный корвету «Нада»

В начале 1944 года военно-морские силы Великобритании передали югославскому королевскому флоту корвет «Мэллоу» типа «Флауэр». Он получил имя «Нада». После завершения войны его передали флоту СФРЮ, где корвет получил имя «Партизанка».
| Наименование | Страна-производитель | Вооружение    | Водоизмещение, англ. т | Максимальная скорость, узлов | Начало службы | Дальнейшая судьба                                  |
| ------------ | -------------------- | ------------- | ---------------------- | ---------------------------- | ------------- | -------------------------------------------------- |
| Nada         | Великобритания       | 102-мм орудие | 925                    | 16                           | Начало 1944   | Возвращён ВМС Великобритании под именем Partizanka |

## Канонерка / королевская яхта
В 1939 году службу в ВМС Королевства Югославии начала королевская яхта «Бели Орао», которую захватили в апреле 1941 года итальянцы. В составе итальянского флота она служила под именами «Альба» и «Дзагабрия», пока в конце 1943 года её не вернули в состав югославского «флота в изгнании». Во время войны на неё установили два зенитных орудия. В послевоенные годы корабль служил в составе флота СФРЮ под именами «Биоково» и «Ядранка».
| Наименование | Страна-производитель | Вооружение               | Водоизмещение, англ. т | Максимальная скорость, узлов | Начало службы | Дальнейшая судьба         |
| ------------ | -------------------- | ------------------------ | ---------------------- | ---------------------------- | ------------- | ------------------------- |
| Beli Orao    | Италия               | 2 × 40-мм зенитные пушки | 558                    | 18,5                         | Июнь 1939     | Утилизирована в 1978 году |

## Миноносцы

### Тип 74T

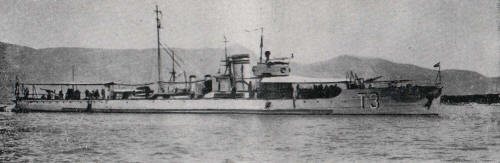
Югославский миноносец T3, 1931 год

Восемь австро-венгерских миноносцев типа 74T были переданы флоту Югославии в 1921 году и были единственными современными на тот момент кораблями нового флота. Ещё до войны два миноносца были пущены на слом, остальные были захвачены итальянцами и переведены в итальянский флот. После капитуляции два миноносца удалось вернуть югославскому королевскому «флоту в изгнании», из оставшихся четырёх один был уничтожен немецкой авиацией, а другой подорван самими же итальянцами. Из оставшихся двух один миноносец был переведён в состав флота НГХ, а другой зачислен в состав кригсмарине под именем TA48 и затоплен в начале 1945 года. В конце войны уцелевшие два миноносца были переданы флоту югославских партизан, где получили имена «Голешница» и «Цер».
| Наименование | Страна-производитель | Вооружение                    | Водоизмещение, англ. т | Максимальная скорость, узлов | Начало службы | Дальнейшая судьба                                                                |
| ------------ | -------------------- | ----------------------------- | ---------------------- | ---------------------------- | ------------- | -------------------------------------------------------------------------------- |
| T1           | Австро-Венгрия       | 4 × 450-мм торпедных аппарата | 258–266                | 28                           | Март 1921     | Служил под именем «Голешница» после войны, исключён из состава флота в 1959 году |
| T2           | Австро-Венгрия       | 4 × 450-мм торпедных аппарата | 258–266                | 28                           | Март 1921     | Разрезан на металл в 1939 году                                                   |
| T3           | Австро-Венгрия       | 4 × 450-мм торпедных аппарата | 258–266                | 28                           | Март 1921     | Потоплен в феврале 1945 года авиацией союзников в Триесте                        |
| T4           | Австро-Венгрия       | 4 × 450-мм торпедных аппарата | 258–266                | 28                           | Март 1921     | Сел на мель в 1932 году                                                          |
| T5           | Австро-Венгрия       | 4 × 450-мм торпедных аппарата | 258–266                | 28                           | Март 1921     | Служил под именем «Цер» после войны, исключён из состава флота в 1962 году       |
| T6           | Австро-Венгрия       | 4 × 450-мм торпедных аппарата | 258–266                | 28                           | Март 1921     | Взорван итальянцами в Римини в сентябре 1943 года                                |
| T7           | Австро-Венгрия       | 4 × 450-мм торпедных аппарата | 258–266                | 28                           | Март 1921     | Торпедирован британскими торпедными катерами у острова Муртер 24 июня 1944 года  |
| T8           | Австро-Венгрия       | 4 × 450-мм торпедных аппарата | 258–266                | 28                           | Март 1921     | Потоплен немецкой авиацией в сентябре 1943 года                                  |

### Тип «Кайман»

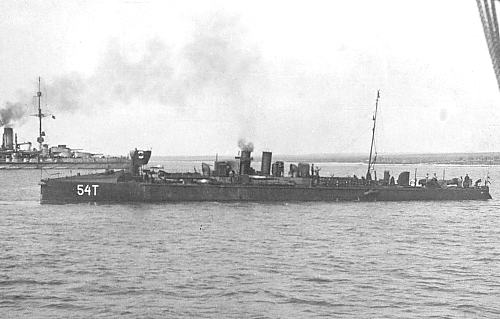
Югославский миноносец T12 типа «Кайман»

Ещё четыре австро-венгерских миноносца типа «Кайман» были переданы Югославии в 1921 году, но из-за неудовлетворительного состояния с 1928 по 1930 годы все были пущены на слом.
| Наименование | Страна-производитель | Вооружение                    | Водоизмещение, англ. т | Максимальная скорость, узлов | Начало службы | Дальнейшая судьба                    |
| ------------ | -------------------- | ----------------------------- | ---------------------- | ---------------------------- | ------------- | ------------------------------------ |
| T9           | Австро-Венгрия       | 3 × 450-мм торпедных аппарата | 206–208                | 26                           | Март 1921     | Все пущены на слом в 1928—1930 годах |
| T10          | Австро-Венгрия       | 3 × 450-мм торпедных аппарата | 206–208                | 26                           | Март 1921     | Все пущены на слом в 1928—1930 годах |
| T11          | Австро-Венгрия       | 3 × 450-мм торпедных аппарата | 206–208                | 26                           | Март 1921     | Все пущены на слом в 1928—1930 годах |
| T12          | Австро-Венгрия       | 3 × 450-мм торпедных аппарата | 206–208                | 26                           | Март 1921     | Все пущены на слом в 1928—1930 годах |

## Торпедные катера

### Тип «Ускок»
В 1927 году в состав флота Югославии были приняты два торпедных катера типа «Ускок», построенные в Великобритании и получившие названия «Ускок» и «Четник». Оба были захвачены итальянцами в апреле 1941 года, но были потеряны в ходе войны: один потоплен в апреле 1942 года у Млета, второй взорван в сентябре 1943 года.
| Наименование | Страна-производитель | Вооружение                    | Водоизмещение, англ. т | Максимальная скорость, узлов | Начало службы | Дальнейшая судьба                           |
| ------------ | -------------------- | ----------------------------- | ---------------------- | ---------------------------- | ------------- | ------------------------------------------- |
| Uskok        | Великобритания       | 2 × 456-мм торпедных аппарата | 15                     | 40                           | 1927          | MAS 1 D затоплен у Млета в апреле 1942 года |
| Četnik       | Великобритания       | 2 × 456-мм торпедных аппарата | 15                     | 40                           | 1927          | MS 47 взорван в сентябре 1943 года          |

### Тип «Орьен»

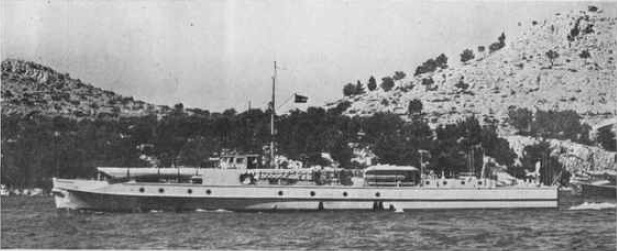
Торпедный катер «Велебит» типа «Орьен», 1939 год

Восемь торпедных катеров типа «Орьен» были заказаны Югославией у Третьего рейха в середине 1930-х годов. Два корабля — «Дурмитор» и «Каймакчалан» — сумели избежать захвата и уйти в море: они вошли в состав югославского королевского «флота в изгнании». Остальные же шесть были захвачены итальянцами и получили новые наименования. Два корабля в сентябре 1943 года (MS-41 и MS-45, бывшие «Орьен» и «Сувобор») после капитуляции Италии были уничтожены экипажем, остальные четыре (бывшие «Велебит», «Динара», «Рудник» и «Триглав») были включены в состав флота кригсмарине. В октябре 1944 года все они были затоплены в порту Салоник. Уцелевшие два югославских корабля после войны служили дальше во флоте СФРЮ.
| Наименование | Страна-производитель | Вооружение                    | Водоизмещение, англ. т | Максимальная скорость, узлов | Начало службы | Дальнейшая судьба                                                                    |
| ------------ | -------------------- | ----------------------------- | ---------------------- | ---------------------------- | ------------- | ------------------------------------------------------------------------------------ |
| Orjen        | Нацистская Германия  | 2 × 550-мм торпедных аппарата | 61                     | 31                           | 1936          | Как MS-41 потоплен в Монфальконе экипажем в сентябре 1943 года                       |
| Durmitor     | Нацистская Германия  | 2 × 550-мм торпедных аппарата | 61                     | 31                           | Нет данных    | Продолжил службу в ВМС СФРЮ под именем TČ 391, исключён из состава флота в 1963 году |
| Suvobor      | Нацистская Германия  | 2 × 550-мм торпедных аппарата | 61                     | 31                           | 1937          | Как MS-45 потоплен в Каттолике экипажем в сентябре 1943 года                         |
| Kajmakčalan  | Нацистская Германия  | 2 × 550-мм торпедных аппарата | 61                     | 31                           | Нет данных    | Продолжил службу в ВМС СФРЮ под именем TČ 392, исключён из состава флота в 1963 году |
| Velebit      | Нацистская Германия  | 2 × 550-мм торпедных аппарата | 61                     | 31                           | Нет данных    | Все потоплены немцами в октябре 1944 года в Салониках                                |
| Dinara       | Нацистская Германия  | 2 × 550-мм торпедных аппарата | 61                     | 31                           | 1939          | Все потоплены немцами в октябре 1944 года в Салониках                                |
| Rudnik       | Нацистская Германия  | 2 × 550-мм торпедных аппарата | 61                     | 31                           | 1939          | Все потоплены немцами в октябре 1944 года в Салониках                                |
| Triglav      | Нацистская Германия  | 2 × 550-мм торпедных аппарата | 61                     | 31                           | 1939          | Все потоплены немцами в октябре 1944 года в Салониках                                |

### Тип MT
Восемь американских торпедных катеров типа «PT» были переданы югославскому «флоту в изгнании» в середине 1944 года. Все они благополучно пережили войну и продолжили службу в ВМС СФРЮ.
| Наименование | Страна-производитель | Вооружение                    | Водоизмещение, англ. т | Максимальная скорость, узлов | Начало службы | Дальнейшая судьба                                       |
| ------------ | -------------------- | ----------------------------- | ---------------------- | ---------------------------- | ------------- | ------------------------------------------------------- |
| MT1          | США                  | 4 × 533-мм торпедных аппарата | 56                     | 34,3                         | Середина 1944 | Все семь кораблей выведены из состава флота в 1966 году |
| MT2          | США                  | 4 × 533-мм торпедных аппарата | 56                     | 34,3                         | Середина 1944 | Все семь кораблей выведены из состава флота в 1966 году |
| MT3          | США                  | 4 × 533-мм торпедных аппарата | 56                     | 34,3                         | Середина 1944 | Все семь кораблей выведены из состава флота в 1966 году |
| MT4          | США                  | 4 × 533-мм торпедных аппарата | 56                     | 34,3                         | Середина 1944 | Все семь кораблей выведены из состава флота в 1966 году |
| MT5          | США                  | 4 × 533-мм торпедных аппарата | 56                     | 34,3                         | Середина 1944 | Все семь кораблей выведены из состава флота в 1966 году |
| MT6          | США                  | 4 × 533-мм торпедных аппарата | 56                     | 34,3                         | Середина 1944 | Все семь кораблей выведены из состава флота в 1966 году |
| MT7          | США                  | 4 × 533-мм торпедных аппарата | 56                     | 34,3                         | Середина 1944 | Все семь кораблей выведены из состава флота в 1966 году |
| MT8          | США                  | 4 × 533-мм торпедных аппарата | 56                     | 34,3                         | Середина 1944 | Выведен из состава флота в 1955 году                    |

## Подводные лодки

### Тип «Храбри»

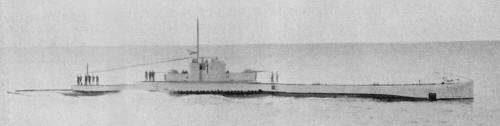
Подводная лодка «Храбри»

Две подводные лодки типа «Храбри» британского производства были введены в эксплуатацию в 1927 году. В апреле 1941 года подлодка «Небойша» сумела вырваться к британскому флоту, а «Храбри» оказался в руках итальянцев и позднее был пущен на слом. «Небойша» использовалась как учебное судно для отработки навыков по борьбе против вражеских субмарин, после войны служила во флоте СФРЮ под именем «Тара».
| Наименование | Страна-производитель | Вооружение                     | Водоизмещение, англ. т    | Максимальная скорость, узлов | Начало службы | Дальнейшая судьба                                                             |
| ------------ | -------------------- | ------------------------------ | ------------------------- | ---------------------------- | ------------- | ----------------------------------------------------------------------------- |
| Hrabri       | Великобритания       | 6 × 533-мм торпедных аппаратов | 975 (надводное положение) | 15,7 (надводное положение)   | 1927          | Разрезана на металл итальянцами в 1941 году                                   |
| Nebojša      | Великобритания       | 6 × 533-мм торпедных аппаратов | 975 (надводное положение) | 15,7 (надводное положение)   | 1927          | Служила под именем «Тара» после войны, исключена из состава флота в 1954 году |

### Тип «Осветник»
Две подводные лодки типа «Осветник» французского производства были введены в эксплуатацию в 1928—1929 годах. Обе были захвачены итальянцами в апреле 1941 года, продолжили службу под другими именами в итальянском флоте как учебные и экспериментальные судна. После капитуляции Италии разрезаны на металл.
| Наименование | Страна-производитель | Вооружение                     | Водоизмещение, англ. т    | Максимальная скорость, узлов | Начало службы | Дальнейшая судьба                                                                                    |
| ------------ | -------------------- | ------------------------------ | ------------------------- | ---------------------------- | ------------- | --- |
| Osvetnik     | Франция              | 6 × 550-мм торпедных аппаратов | 630 (надводное положение) | 14,5 (надводное положение)   | 1929          | Во флоте Италии под именем «Франческо Рисмондо», в сентябре 1943 года разрезана на металл в Бонифачо |
| Smeli        | Франция              | 6 × 550-мм торпедных аппаратов | 630 (надводное положение) | 14,5 (надводное положение)   | 1928          | Во флоте Италии под именем «Антонио Байямонти», в сентябре 1943 года разрезана на металл в Ла Специи |

## Минные заградители

### Тип «Галеб»
Шесть минных заградителей (изначально — тральщиков) типа «Галеб» были заказаны в Веймарской Республике после образования Югославии. Все шестеро были захвачены итальянцами во время войны и введены в состав флота Италии. До конца войны уцелел только один минный заградитель, который в декабре 1943 года был передан югославскому «флоту в изгнании» и продолжил службу в ВМС СФРЮ под именами «Пионир» и «Зеленгора».
| Наименование | Страна-производитель | Вооружение                  | Водоизмещение, англ. т | Максимальная скорость, узлов | Начало службы | Дальнейшая судьба                                                                      |
| ------------ | -------------------- | --------------------------- | ---------------------- | ---------------------------- | ------------- | -------------------------------------------------------------------------------------- |
| Galeb        | Германия             | 2 × 90-мм орудия Škoda L/45 | 500                    | 16                           | Июль 1921     | Во флоте Италии под именем «Зельве», окончательно пущен на слом в 1948 году            |
| Orao         | Германия             | 2 × 90-мм орудия Škoda L/45 | 500                    | 16                           | Июль 1921     | Продолжил службу под именем «Зеленгора», исключён из состава флота в 1962 году         |
| Labud        | Германия             | 2 × 90-мм орудия Škoda L/45 | 500                    | 16                           | Июль 1921     | Во флоте Италии под именем «Ориоле», разрезан на металл в 1943 году                    |
| Jastreb      | Германия             | 2 × 90-мм орудия Škoda L/45 | 500                    | 16                           | Июль 1921     | Во флоте Италии под именем «Дзирона», потоплен собственным экипажем в ноябре 1941 года |
| Kobac        | Германия             | 2 × 90-мм орудия Škoda L/45 | 500                    | 16                           | Июль 1921     | Во флоте Италии под именем «Уние», потоплен в январе 1943 года                         |
| Sokol        | Германия             | 2 × 90-мм орудия Škoda L/45 | 500                    | 16                           | Июль 1921     | Во флоте Италии под именем «Эсо», потоплен в январе 1943 года                          |

### «Змай»
Гидроавианосец «Змай» немецкого производства был принят в состав ВМС Югославии в 1930 году, но в 1937 году переоборудован в минный заградитель. В апреле 1941 года он был захвачен немцами и использовался как транспортное и спасательное судно, носил имя «Драхе». В конце 1942 года переоборудован как минный заградитель, использовался в 1943 году для испытания первых вертолётов. В сентябре 1944 года потоплен британской авиацией.
| Наименование | Страна-производитель | Вооружение                       | Водоизмещение, англ. т | Максимальная скорость, узлов | Начало службы | Дальнейшая судьба                             |
| ------------ | -------------------- | -------------------------------- | ---------------------- | ---------------------------- | ------------- | --------------------------------------------- |
| Zmaj         | Германия             | 2 × 83,5-мм зенитных орудия L/55 | 1840                   | 15                           | 1930          | Потоплен 22 сентября 1944 британской авиацией |

### Тип «Малинска»

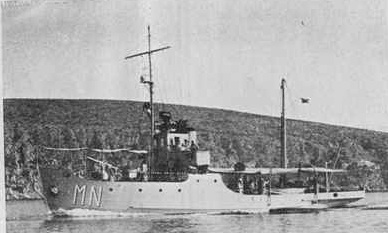
Минный заградитель «Марьян» типа «Малинска», 1939 год

В 1931 году в состав флота Югославии были приняты пять минных заградителей флота Австро-Венгрии типа «Малинска». В апреле 1941 года их захватили итальянцы, переименовали и отремонтировали — в составе флота Италии они относились к минным заградителям типа «Альбона». Два были захвачены немцами после капитуляции Италии, были переданы флоту НГХ и в ходе боёв против югославских партизан и британской авиации были уничтожены. Три вернулись в состав югославского «флота в изгнании», после войны возвращены ВМС СФРЮ.
| Наименование | Страна-производитель | Вооружение                 | Водоизмещение, англ. т | Максимальная скорость, узлов | Начало службы | Дальнейшая судьба                                                                                     |
| ------------ | -------------------- | -------------------------- | ---------------------- | ---------------------------- | ------------- | --- |
| Malinska     | Австро-Венгрия       | 66-мм зенитное орудие L/30 | 126                    | 9                            | 1931          | Во флоте Италии под именем «Арбе», продолжил службу в составе ВМС СФРЮ как минимум до 1978 года       |
| Marjan       | Австро-Венгрия       | 66-мм зенитное орудие L/30 | 126                    | 9                            | 1931          | Во флоте Италии под именем «Ульяно», захвачен немцами и позднее потоплен                              |
| Meljine      | Австро-Венгрия       | 66-мм зенитное орудие L/30 | 126                    | 9                            | 1931          | Во флоте Италии под именем «Зольта», продолжил службу в составе ВМС СФРЮ                              |
| Mljet        | Австро-Венгрия       | 66-мм зенитное орудие L/30 | 126                    | 9                            | 1931          | Во флоте Италии под именем «Меледа», продолжил службу в составе ВМС СФРЮ                              |
| Mosor        | Австро-Венгрия       | 66-мм зенитное орудие L/30 | 126                    | 9                            | 1931          | Во флоте Италии под именем «Пашман», затонул 31 декабря 1944 года, поднят и пущен на слом в 1954 году |

## Тральщики
Четыре австро-венгерских миноносца типа «Шихау» были переоборудованы югославским флотом в тральщики. Три из них были исключены из состава флота и пущены на слом, только один корабль «D2» прослужил до начала войны и был захвачен итальянцами. В сентябре 1943 года этот же корабль оказался в руках немцев и позднее затонул.
| Наименование | Страна-производитель | Вооружение            | Водоизмещение, англ. т | Максимальная скорость, узлов | Начало службы | Дальнейшая судьба                                      |
| ------------ | -------------------- | --------------------- | ---------------------- | ---------------------------- | ------------- | ------------------------------------------------------ |
| D1           | Австро-Венгрия       | 2 × 37-мм орудия L/23 | 87–89                  | 19                           | Март 1921     | Исключён из флота и разрезан на металл в 1924 году     |
| D2           | Австро-Венгрия       | 2 × 37-мм орудия L/23 | 87–89                  | 19                           | Март 1921     | Захвачен немцами в сентябре 1943 года, позднее затонул |
| D3           | Австро-Венгрия       | 2 × 37-мм орудия L/23 | 87–89                  | 19                           | Март 1921     | Исключены из флота и разрезаны на металл в 1924 году   |
| D4           | Австро-Венгрия       | 2 × 37-мм орудия L/23 | 87–89                  | 19                           | Март 1921     | Исключены из флота и разрезаны на металл в 1924 году   |

## Плавучие базы подводных лодок
В составе КВМС Югославии были две плавучие базы подводных лодок «Ситница» и «Хвар». Первая была переделана из немецкого танкера, переданного Австро-Венгрии; вторая была ещё британцами переделана из сухогруза в плавучую базу для британских субмарин. «Хвар» был захвачен итальянцами, но пережил войну и продолжил службу в составе флота СФРЮ.
| Наименование | Страна-производитель | Водоизмещение, англ. т | Начало службы | Дальнейшая судьба              |
| ------------ | -------------------- | ---------------------- | ------------- | ------------------------------ |
| Sitnica      | Германская империя   | 370                    | Март 1921     | Нет данных                     |
| Hvar         | Великобритания       | 2600                   | 1927          | Разрезан на металл в 1953 году |

## Спасательные суда
В составе флота Югославии были два спасательных судна. Первое, «Мочни», было построено в Австро-Венгрии и пущено на слом югославами в конце 1920-х годов. Его заменили другим спасательным судном «Спасилац» немецкого производства.
| Наименование | Страна-производитель | Водоизмещение, англ. т | Начало службы | Дальнейшая судьба         |
| ------------ | -------------------- | ---------------------- | ------------- | ------------------------- |
| Moćni        | Австро-Венгрия       | 265                    | Март 1921     | Пущен на слом в 1929 году |
| Spasilac     | Германия             | 740                    | 1929          | Нет данных                |

## Танкеры
В составе югославского флота были два танкера: «Перун» для перевозки нефти и «Ловчен» для доставки воды. «Перун» был захвачен итальянцами и в марте 1943 года был потерян, а «Ловчен» был уничтожен в конце войны.
| Наименование | Страна-производитель | Водоизмещение, англ. т | Начало службы | Дальнейшая судьба          |
| ------------ | -------------------- | ---------------------- | ------------- | -------------------------- |
| Lovćen       | Нет данных           | 561                    | 1932          | Уничтожен в 1945 году      |
| Perun        | Бельгия              | 4,500                  | 1939          | Затоплен в марте 1943 года |

## Речная флотилия
Четыре речных монитора Австро-Венгрии разных классов были переданы югославскому флоту. В апреле 1941 года монитор «Драва» был потоплен в бою силами люфтваффе, три остальных («Вардар», «Сава» и «Морава») были затоплены своим же экипажем. Монитор «Драва» был поднят Венгрией и пущен на слом; мониторы «Сава» и «Морава» восстановлены техниками НГХ и включены в хорватский флот («Морава» переименована в «Босну»). Однако в 1944 году «Босна» подорвалась на морской мине, а «Сава» была затоплена своим же экипажем. «Саву» подняли после войны и включили в состав флота СФРЮ, выведя оттуда его в 1962 году и передав в гражданское ведение.
| Наименование | Страна-производитель | Вооружение                                     | Водоизмещение, англ. т | Максимальная скорость, узлов | Начало службы | Дальнейшая судьба                                                                             |
| ------------ | -------------------- | ---------------------------------------------- | ---------------------- | ---------------------------- | ------------- | --------------------------------------------------------------------------------------------- |
| Vardar       | Австро-Венгрия       | 2 × 120-мм орудия L/45 2 × 120-мм гаубицы L/10 | 570                    | 13,5                         | Март 1921     | Затоплен своим экипажем в ночь с 11 на 12 апреля 1941                                         |
| Sava         | Австро-Венгрия       | 2 × 120-мм орудия L/35 120-мм гаубица L/10     | 430                    | 13                           | Март 1921     | Окончательно выведен из состава флота в 1962 году, по состоянию на 2014 год — плавучий причал |
| Drava        | Австро-Венгрия       | 2 × 120-мм орудия L/45 3 × 120-мм гаубицы L/10 | 528                    | 13                           | Март 1921     | Потоплен авиацией люфтваффе 12 апреля 1941 года, утилизирован Венгрией                        |
| Morava       | Австро-Венгрия       | 2 × 120-мм орудия L/35                         | 441                    | 10                           | Март 1921     | Подорвался на морской мине в июне 1944 года                                                   |

### Книги
- Maurizio Brescia. Mussolini's Navy. — Barnsley, South Yorkshire: Seaforth Publishing, 2012. — ISBN 978-1-59114-544-8.
- Conway's All the World's Fighting Ships, 1922–1946 / Roger Chesneau. — London, England: Conway Maritime Press, 1980. — ISBN 978-0-85177-146-5.
- Aldo Fraccaroli. Italian Warships of World War II. — London, England: Ian Allan Publishing, 1974.
- Conway's All the World's Fighting Ships, 1860–1905 / Robert Gardiner. — London, England: Conway Maritime Press, 1979. — ISBN 978-0-85177-133-5.
- Conway's All the World's Fighting Ships, 1947–1982 / Robert Gardiner. — Annapolis, Maryland: Naval Institute Press, 1983. — ISBN 978-0-87021-919-1.
- Conway's All the World's Fighting Ships, 1906–1921 / Robert Gardiner. — London, England: Conway Maritime Press, 1985. — ISBN 978-0-85177-245-5.
- René Greger. Austro-Hungarian Warships of World War I. — London, England: Allan, 1976. — ISBN 978-0-7110-0623-2.
- Erich Gröner. German Warships: 1815–1945. — Annapolis, Maryland: Naval Institute Press, 1990. — ISBN 978-0-87021-790-6.
- Hans H. Hildebrand, Albert Röhr, Hans-Otto Steinmetz. Die Deutschen Kriegsschiffe. — Ratingen, Deutschland: Mundus Verlag, 1993. — Vol. 6. — ISBN 3-7822-0237-6.
- Henry Trevor Lenton. German Warships of the Second World War. — London, England: Macdonald and Jane's, 1975. — ISBN 978-0-356-04661-7.
- Lawrence Paterson. Schnellboote: A Complete Operational History. — Barnsley, England: Seaforth Publishing, 2015. — ISBN 978-1-84832-083-3.
- Jürgen Rohwer, Gerhard Hümmelchen. Chronology of the War at Sea 1939–1945: The Naval History of World War Two. — Annapolis, Maryland: Naval Institute Press, 1992. — ISBN 978-1-55750-105-9.
- M. J. Whitley. Destroyers of World War Two: An International Encyclopedia. — Annapolis, Maryland: Naval Institute Press, 1988. — ISBN 978-0-87021-326-7.

### Журналы
- Milan Vego. The Yugoslav Navy 1918–1941 // Warship International. — Toledo, Ohio: International Naval Research Organisation, 1982. — С. 342–361. — ISSN 0043-0374.